# Venemansmolen
De Venemansmolen of de Oude Molen is een korenmolen die in 1898 werd gebouwd aan de Venemansweg 7 te Winterswijk met onderdelen van de in Zaandam-Oost gesloopte houtzaagmolen De Goede Hoop. In 1997 heeft de molen de naam Venemansmolen gekregen. De Venemansmolen is een stellingmolen, ingericht voor het malen van graan en met een met dakleer gedekte houten achtkant. De stelling rust op zogenaamde kraaienpoten en zit op 7,40 m boven de grond.
De molen heeft 1 koppel maalstenen met 16der blauwe stenen van 140 cm in doorsnede en een regulateur. Daarnaast is er een door een dieselmotor aangedreven maalstoel en een vervoerbare maalstoel met een aparte motor voor het ter plaatse malen bij de boer.
In de molen staat een mengketel.
De uit 1997 stammende, gelaste roeden zijn 22,86 m lang. Ze zijn gemaakt door het molenmakersbedrijf Vaags. De binnenroede heeft nummer 15 en de buitenroede nummer 14. De wieken van de binnenroede zijn voorzien van Ten Have-kleppen en de buitenroede is oudhollands opgehekt. Alle vier de wieken zijn voorzien van van Busselneuzen.
De molen heeft een stutvang, bestaande uit vier stukken populierenhout en wordt bediend met een vangtrommel. Voor het luien (ophijsen) is er een sleepluiwerk. Om het bovenwiel zit voor het vangen een ijzeren band.
De doorboorde bovenas dateert uit 1875, heeft het nummer 955 en is gemaakt door de ijzergieterij de Prins van Oranje. De as is later doorboord, omdat dat nodig was voor de bediening van de Ten Have-kleppen. De bediening van de Ten Have-kleppen gebeurt met de ketting van het kettingwiel bij de staart en loopt via een tandheugel. De kap wordt gekruid met een Engels kruiwerk.
De molen werd van 1994 tot 1997 gerestaureerd. Hierbij werd de stenen onderbouw van boven enkele meters opgehoogd. Het opgehoogde deel loopt niet even schuin als het onderste gedeelte, maar is recht omhoog gemetseld, omdat anders de houten achtkant niet meer zou passen.

## Dieselmotor
Naast de molen is in een apart gebouw een dieselmotor geplaatst van het merk Ruston & Hornsby, die verschillende werktuigen aandrijft, zoals een monarch bloemmolen, hamermolen, buil, wanmolen, schoningsmachine, trieur, koekenbreker en een haverpitter voor het pellen van haver.

## Overbrengingen
- De overbrengingsverhouding is 1 : 6,88.
- Het bovenwiel heeft 60 kammen en de bovenbonkelaar 27. De koningsspil draait hierdoor 2,03 keer sneller dan de bovenas. De steek, de afstand tussen de staven, is 14 cm.
- Het spoorwiel heeft 99 kammen en het steenspilrondsel 32 staven. Het steenspilrondsel draait hierdoor 3,09 keer sneller dan de koningsspil en 6,88 keer sneller dan de bovenas. De steek is 8 cm.

### Eigenaren
- 1898 - 1924: J.D. Venemans
- 1924 - 1952: G. Venemans
- 1952 - 1992: firma G. Venemans
- 1992 tot heden: Stichting Venemansmolen

## Fotogalerij

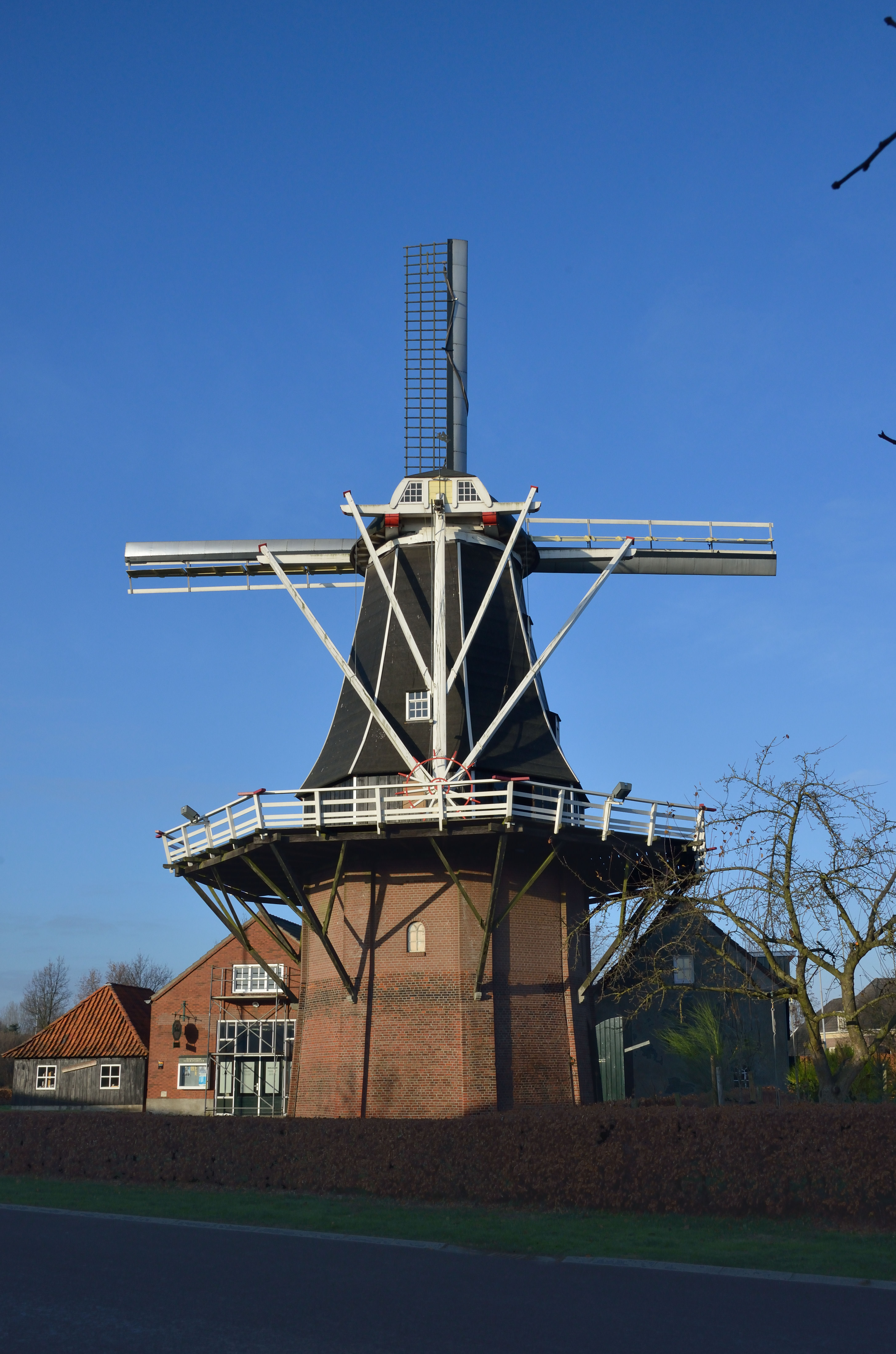
Staart
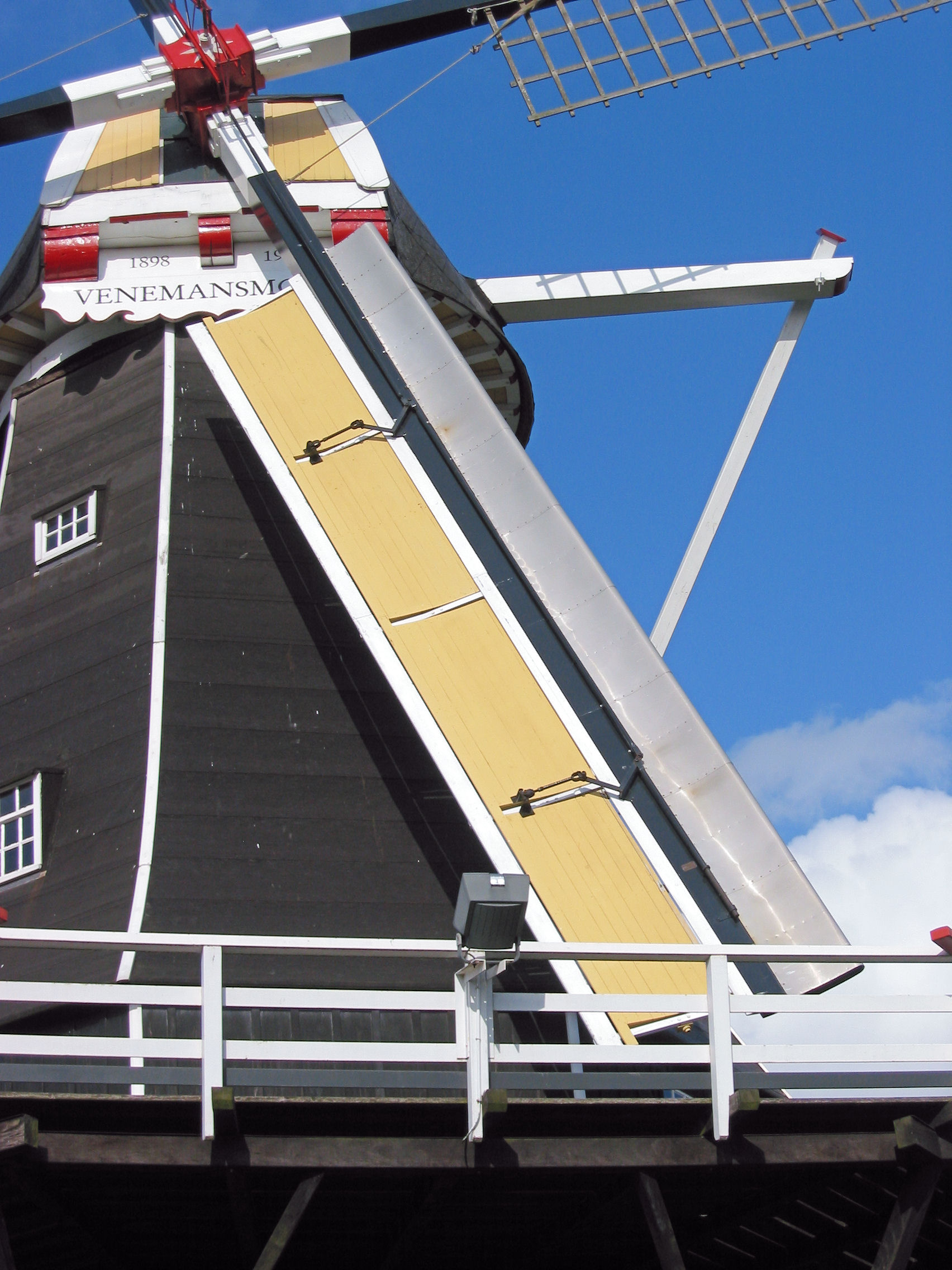
Ten Have-klep met van Busselneus
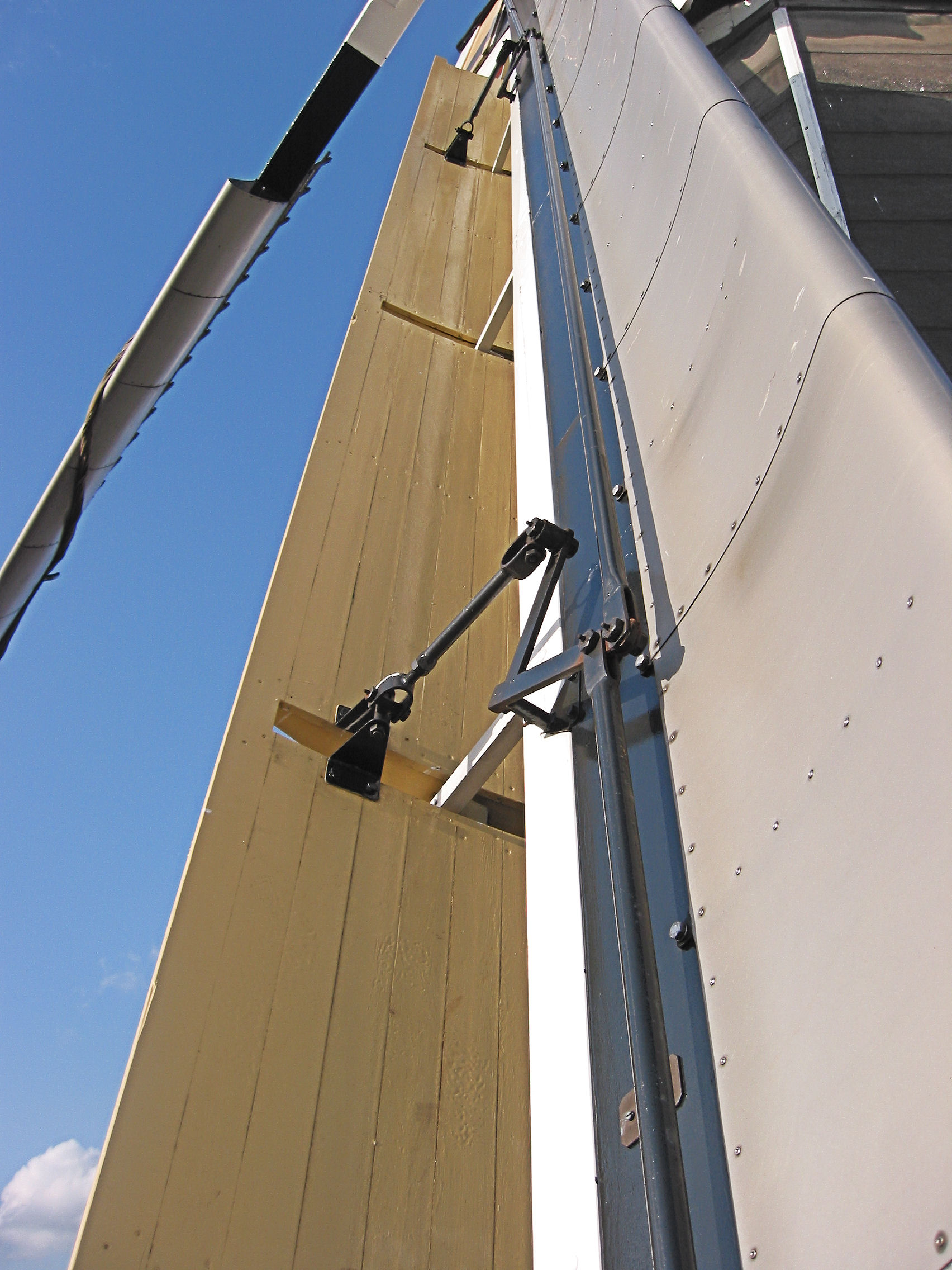
Open Ten Have-klep met van Busselneus
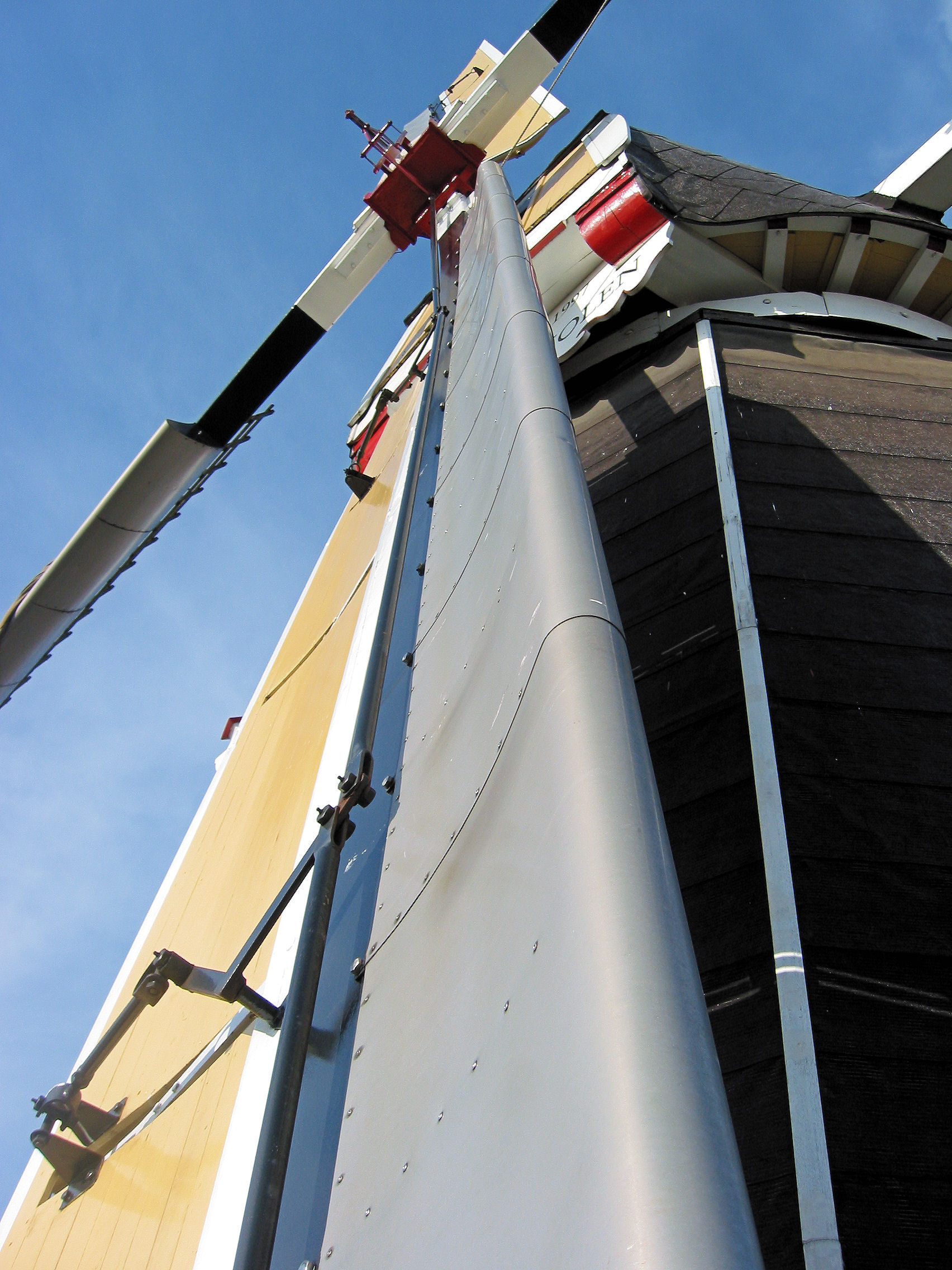
Van Busselneus
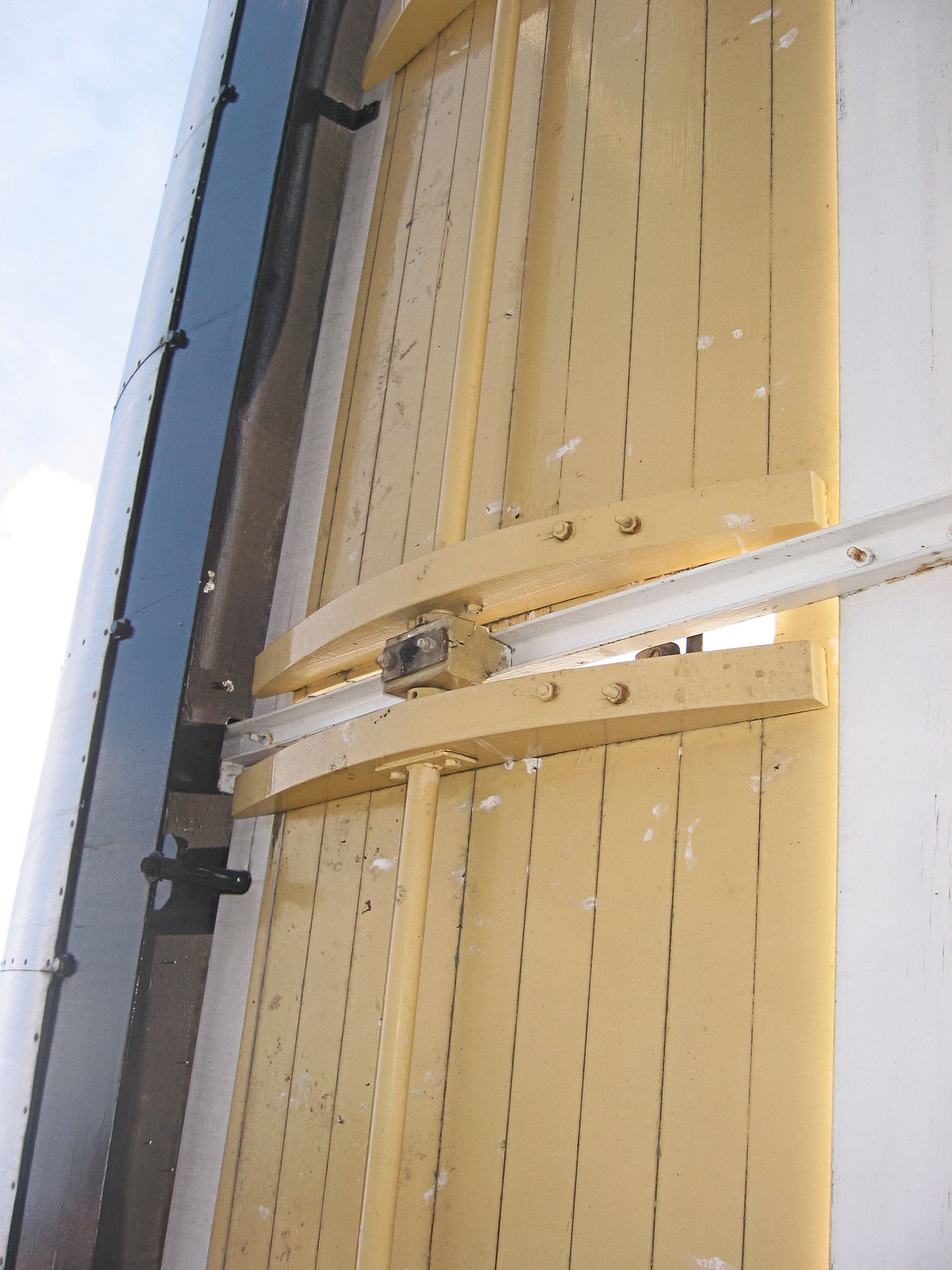
Klepas
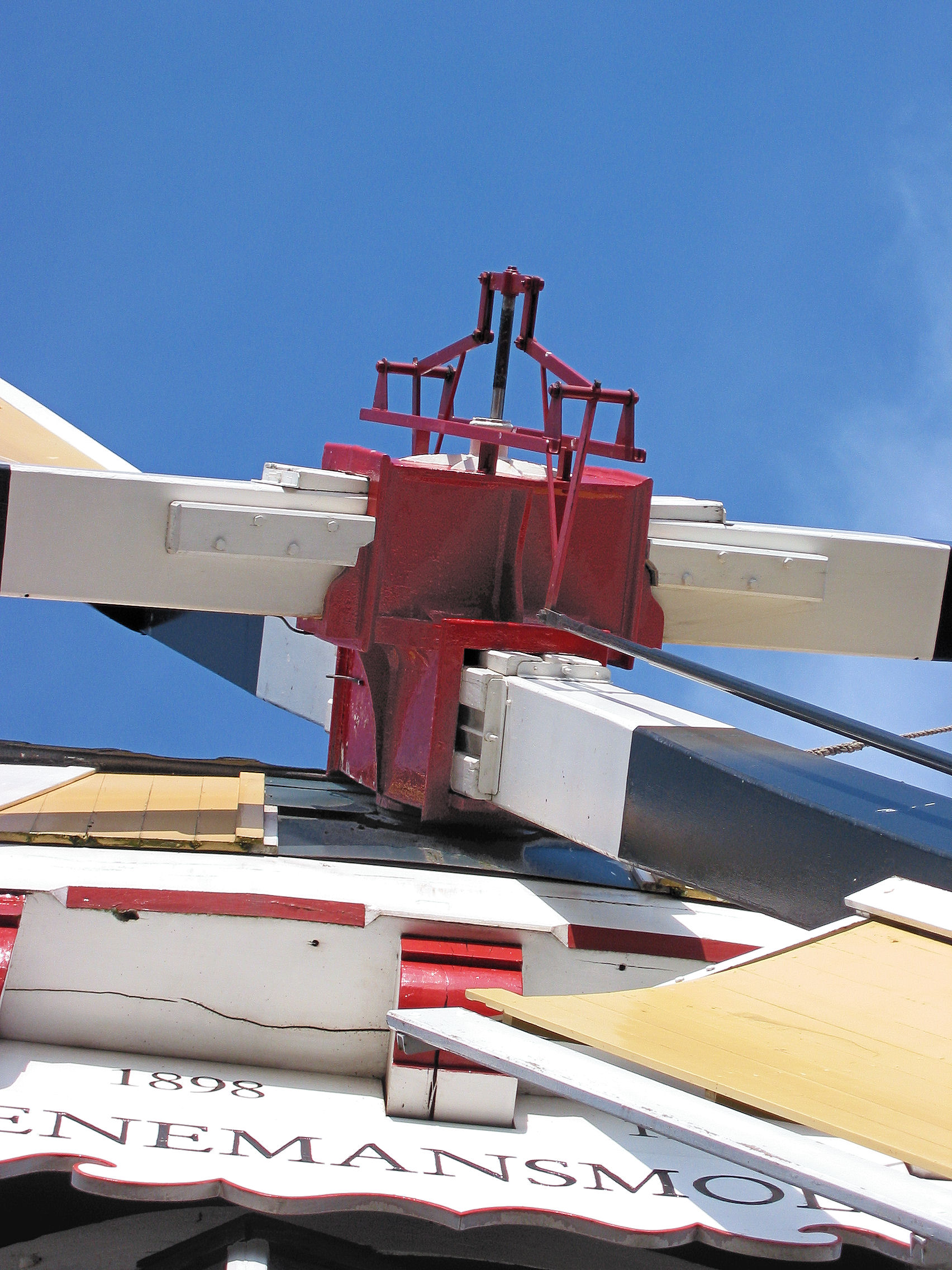
Spin voor bediening Ten Have-kleppen
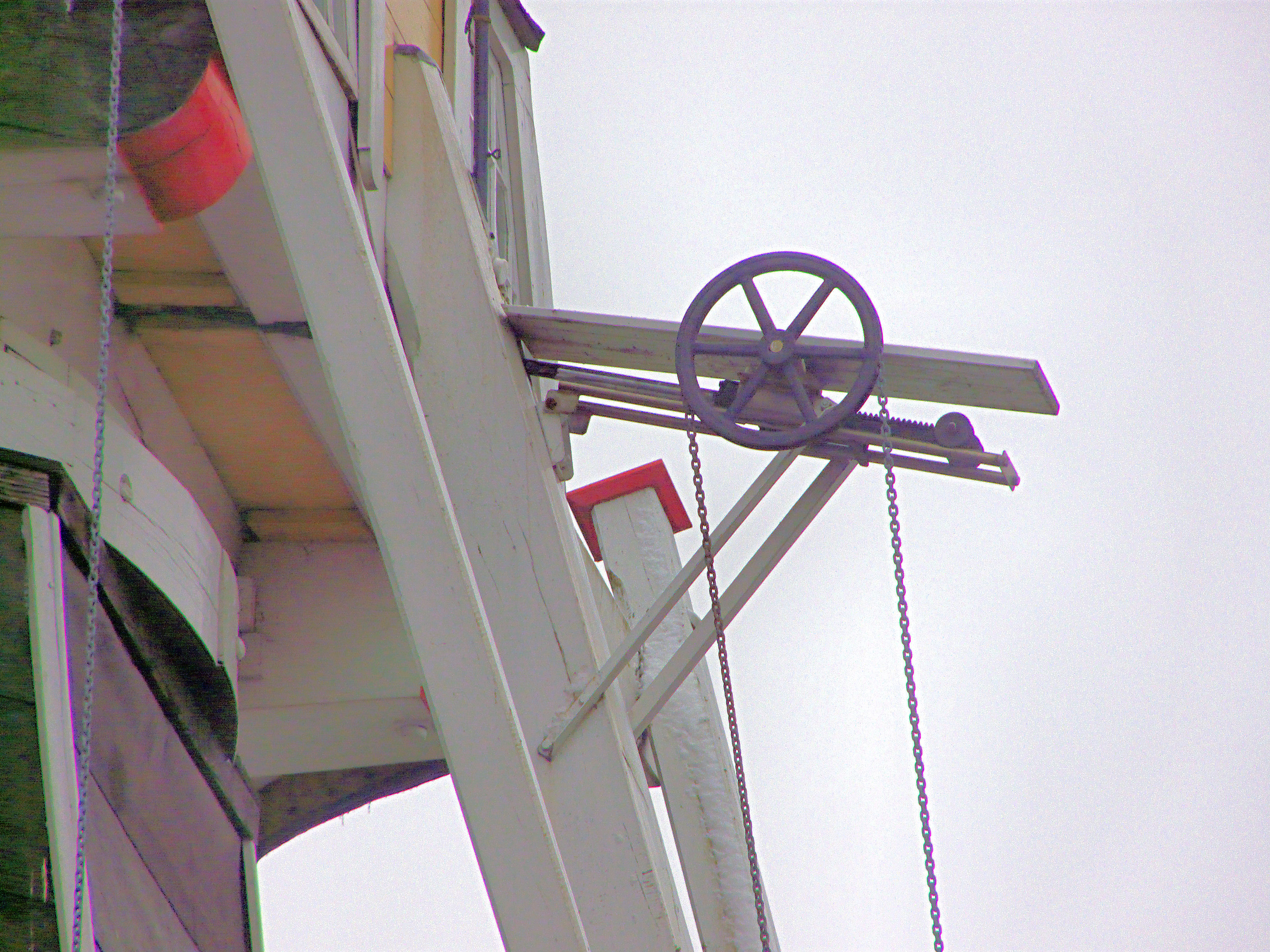
Tandheugel met kettingwiel voor bediening Ten Have-kleppen
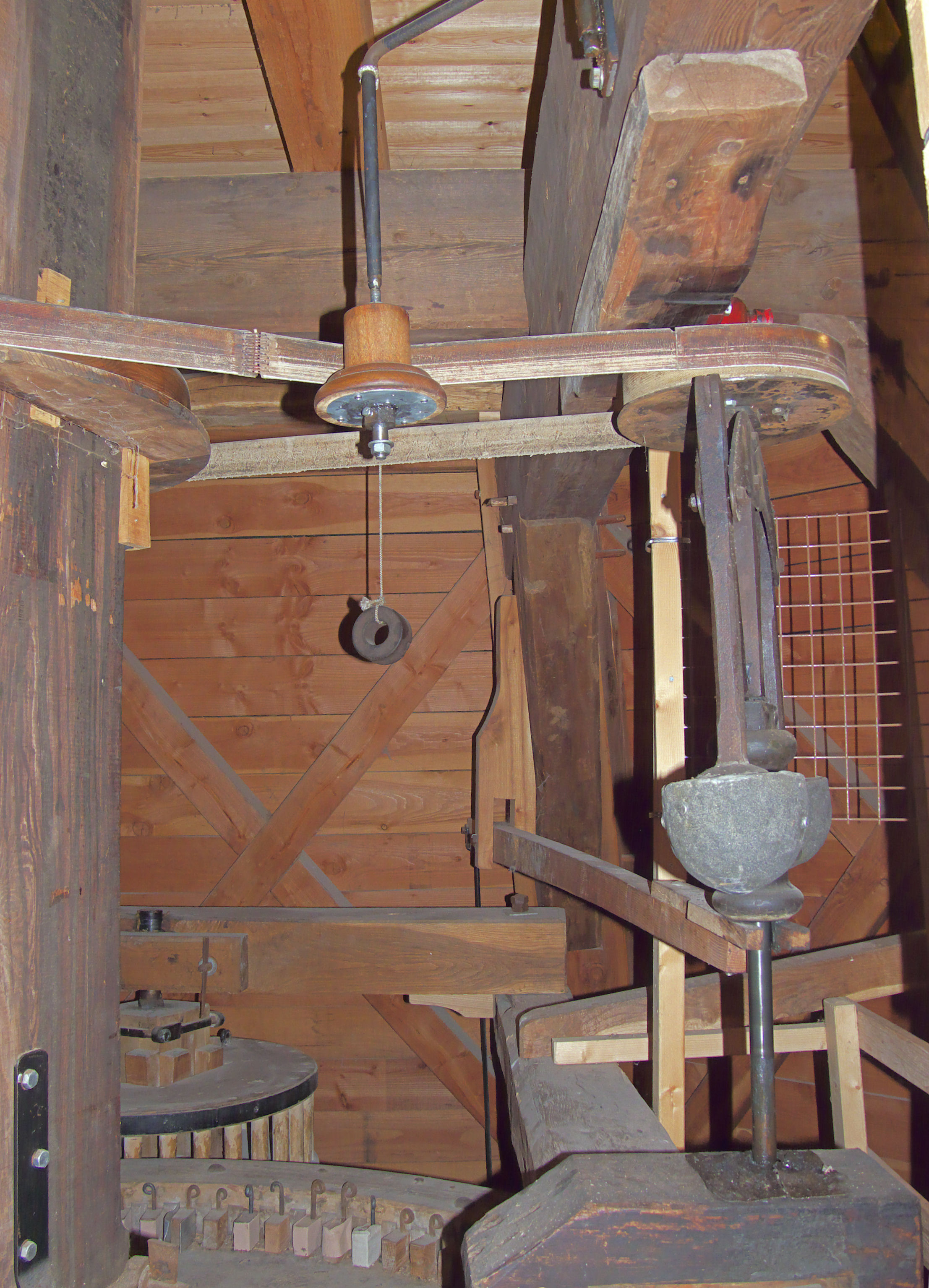
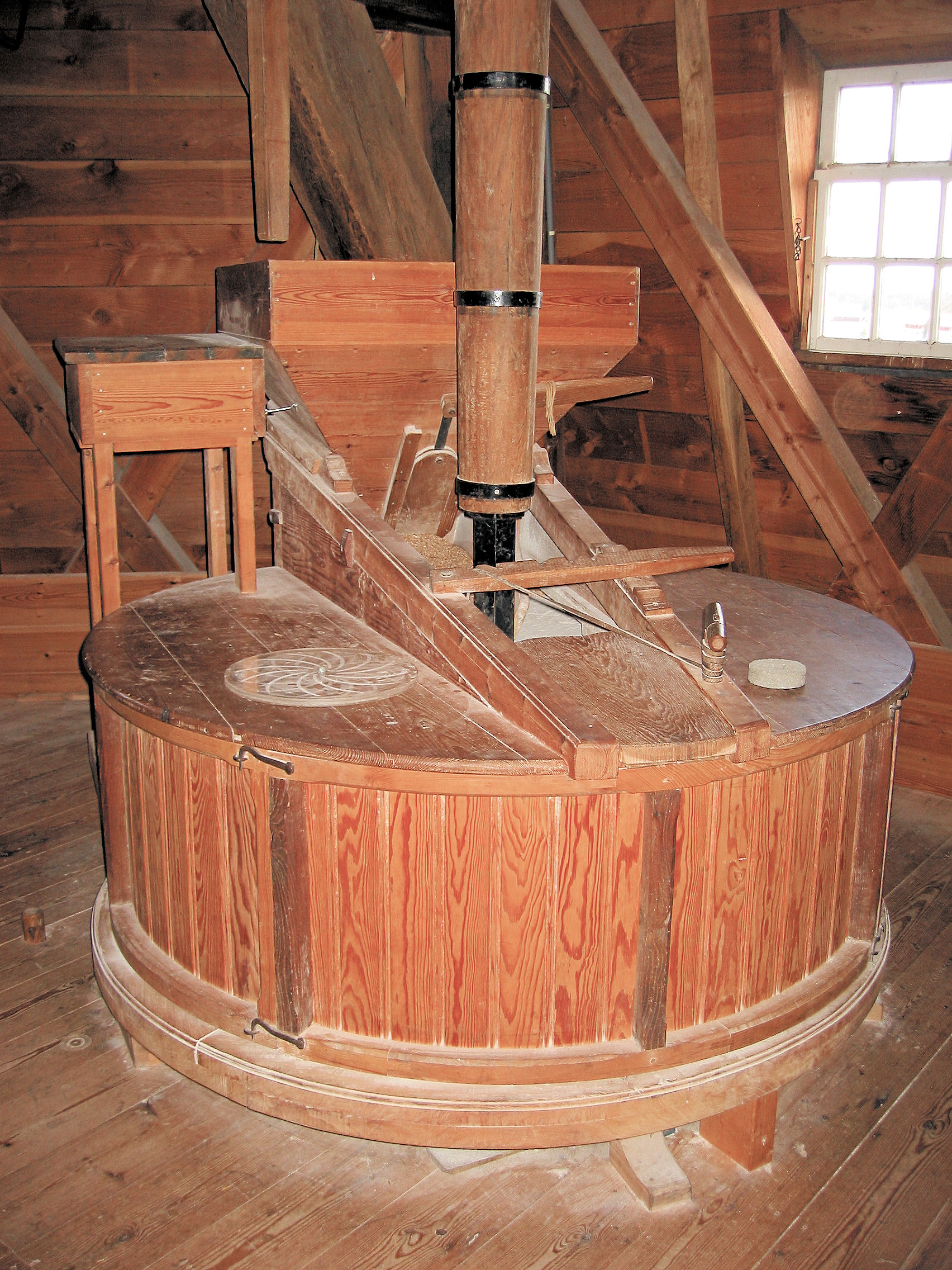
Maalkoppel
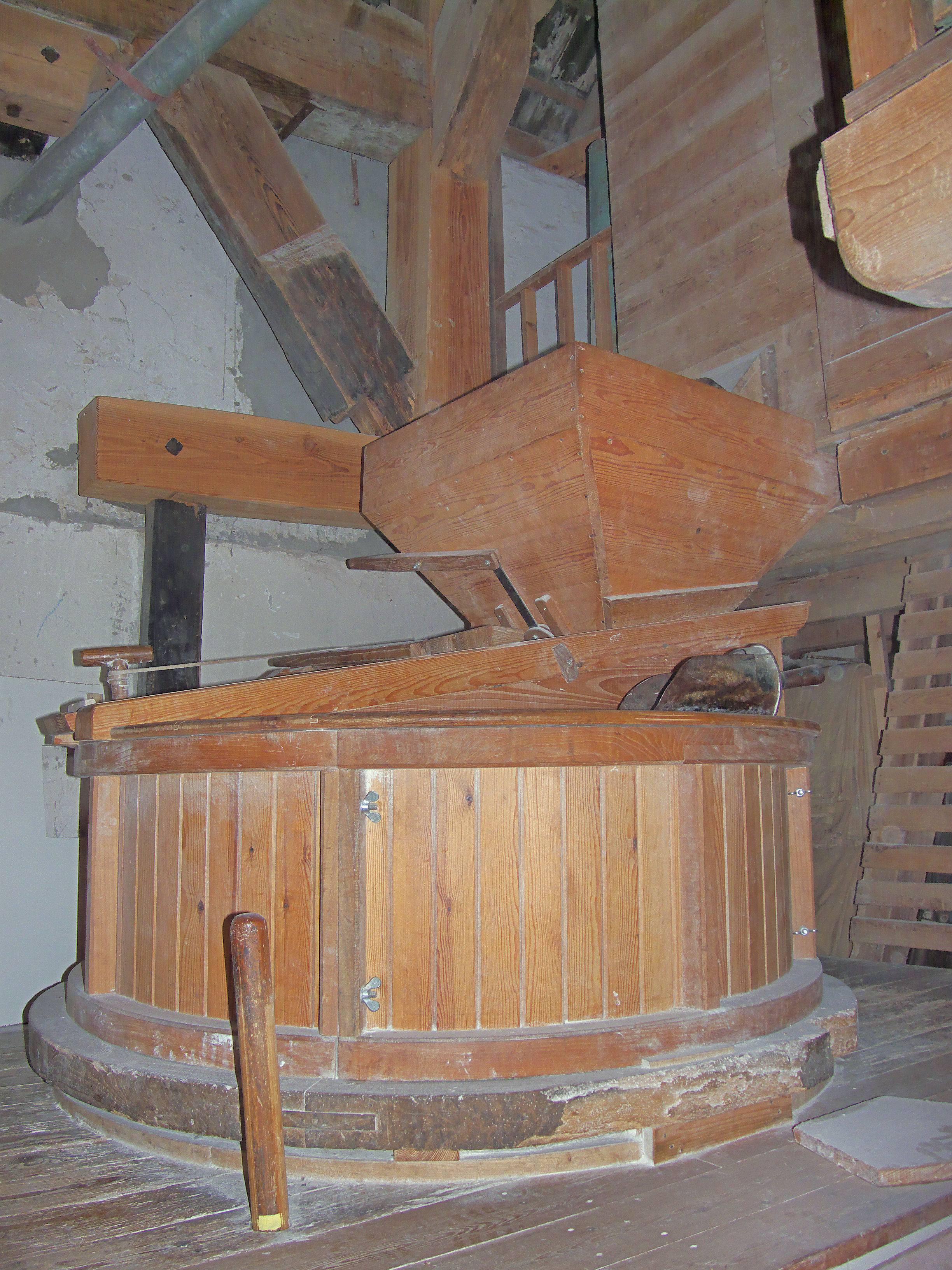
Maalstoel
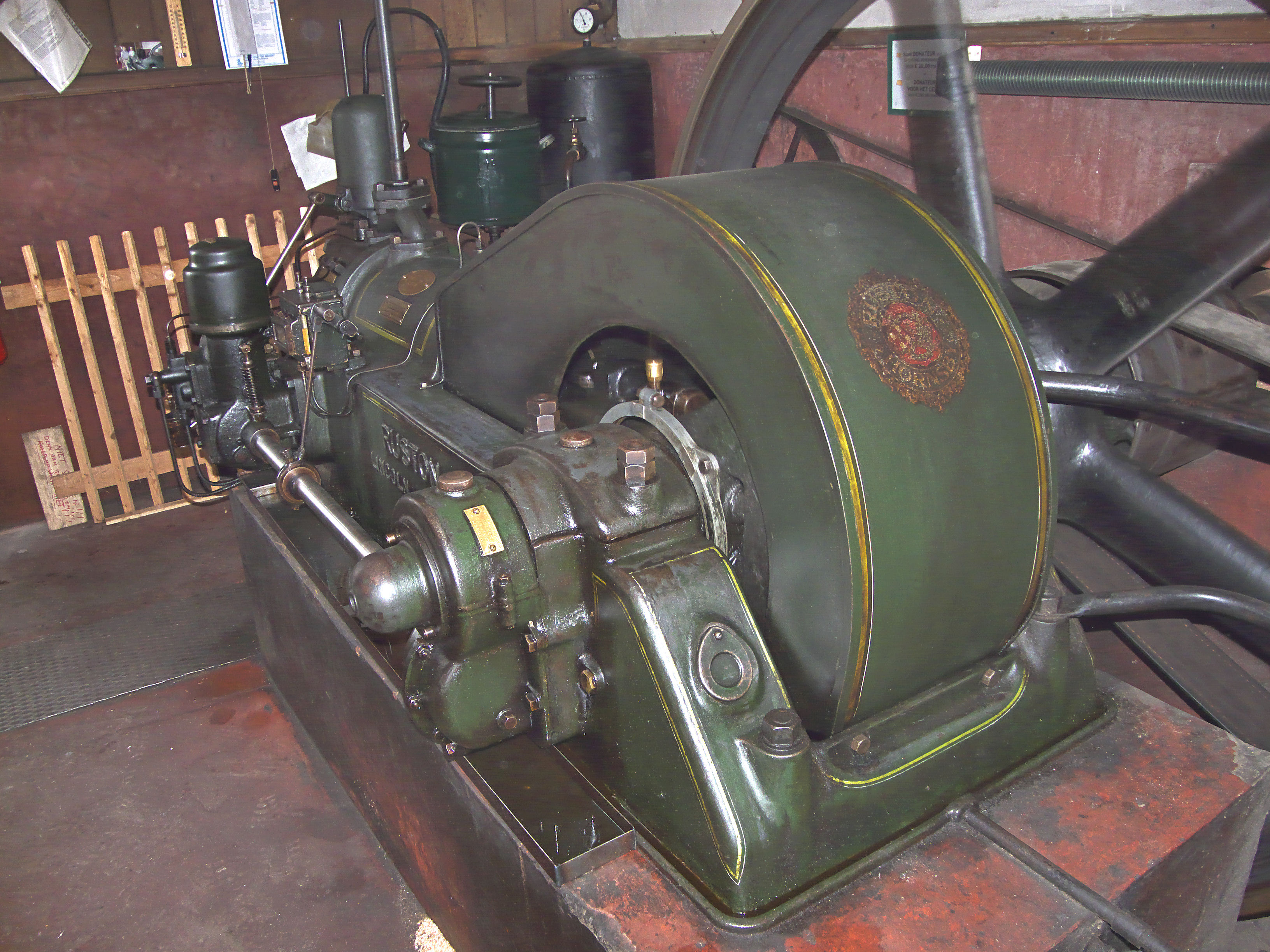
Dieselmotor
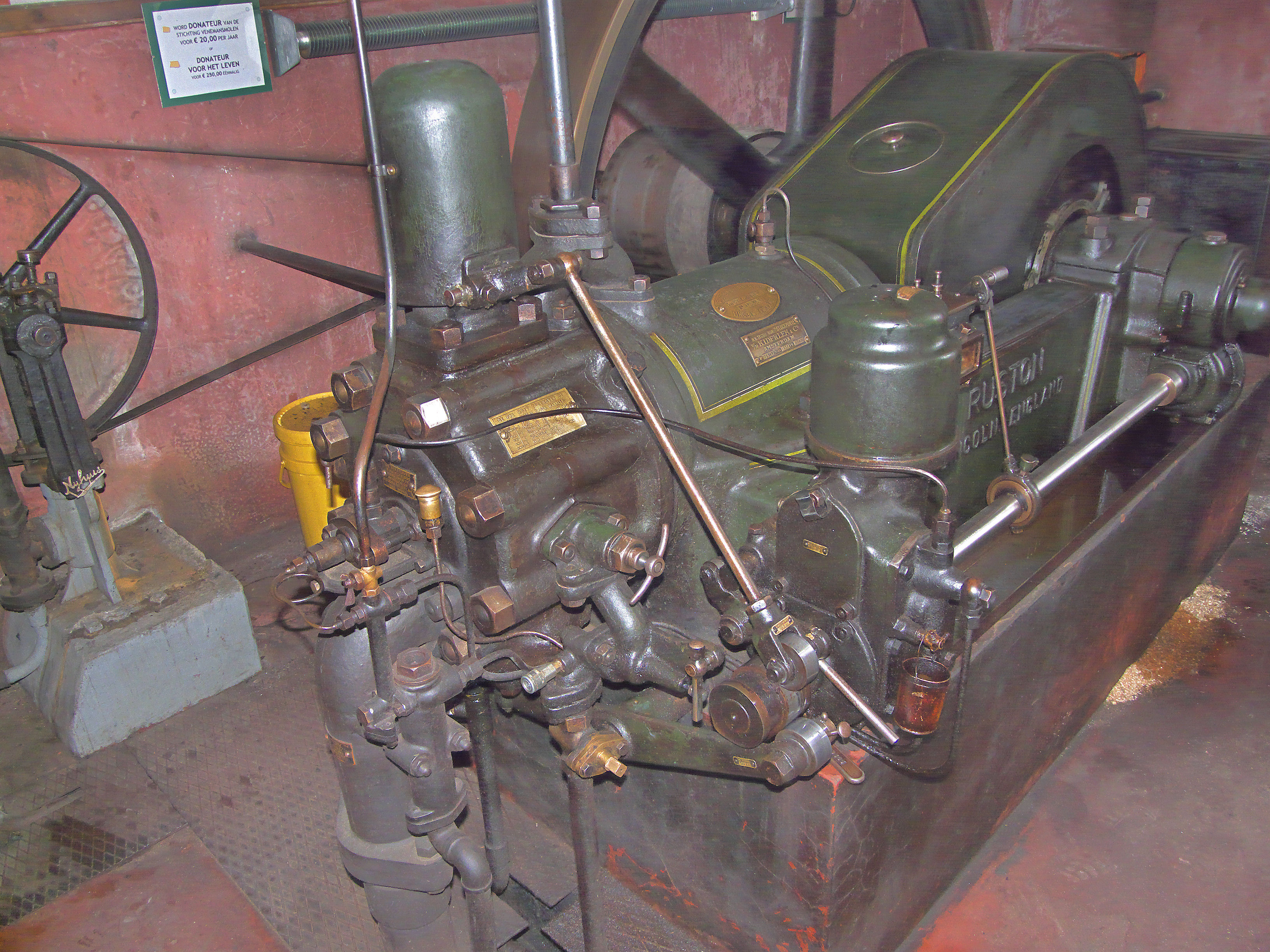
Dieselmotor
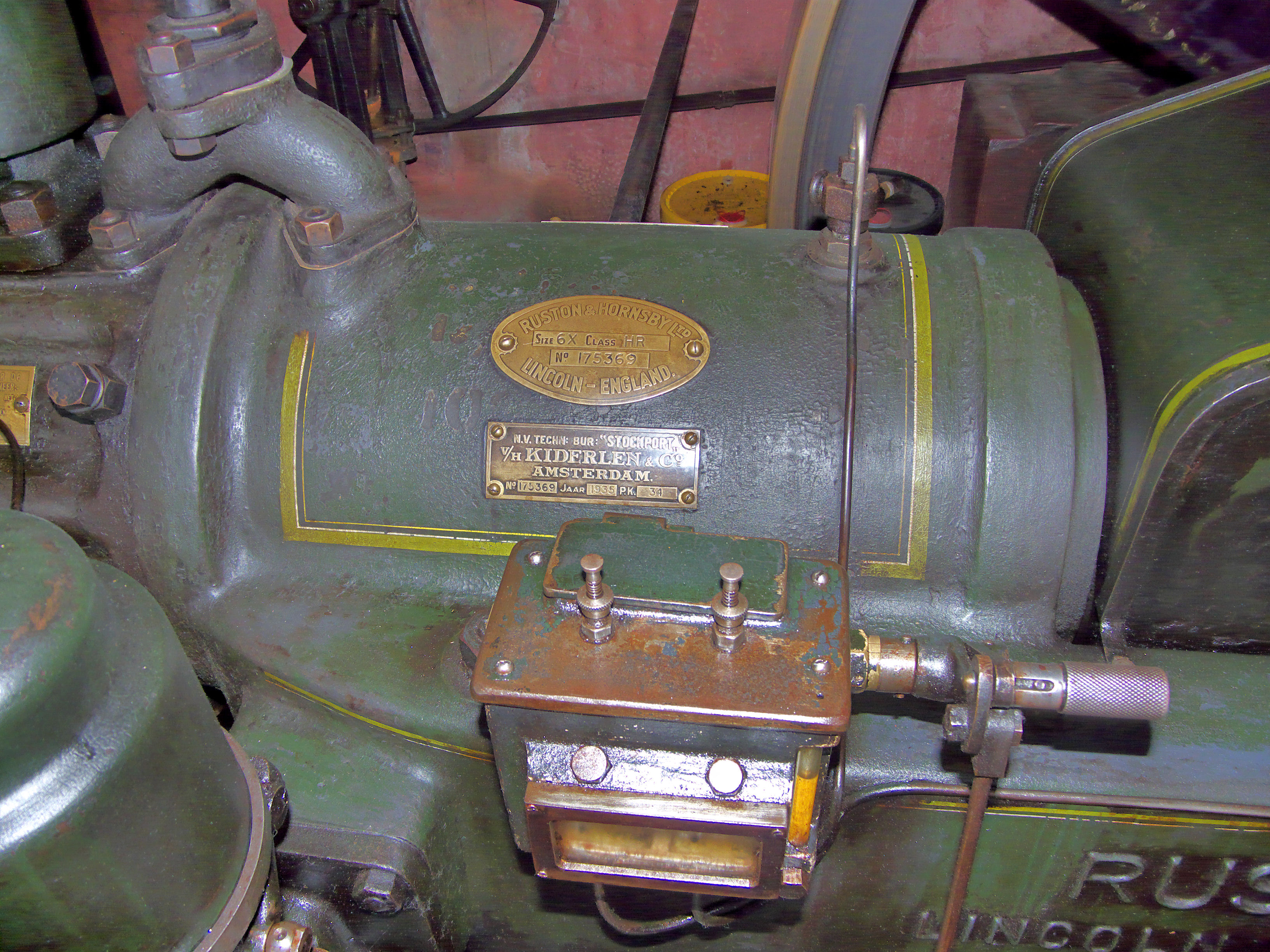
Dieselmotor